# Eilema bicoloriceps
Eilema bicoloriceps är en fjärilsart som beskrevs av Embrik Strand 1917. Eilema bicoloriceps ingår i släktet Eilema och familjen björnspinnare. Inga underarter finns listade i Catalogue of Life.